# Cymothoe superba
Cymothoe superba är en fjärilsart som beskrevs av Aurivillius 1899. Cymothoe superba ingår i släktet Cymothoe och familjen praktfjärilar. Inga underarter finns listade i Catalogue of Life.